# Saint-André, Haute-Garonne
Saint-André är en kommun i departementet Haute-Garonne i regionen Occitanien i södra Frankrike. Kommunen ligger i kantonen Aurignac som tillhör arrondissementet Saint-Gaudens. År 2022 hade Saint-André 241 invånare.

## Befolkningsutveckling
Antalet invånare i kommunen Saint-André
Referens:INSEE